# Aforia moskalevi
Aforia moskalevi é uma espécie de gastrópode do gênero Aforia, pertencente a família Cochlespiridae.